# Christchurch (Dorset)
Christchurch ist eine Stadt und zugleich eine Gemeinde (Parish) mit dem Titel einer Town in der Unitary Authority Bournemouth, Christchurch and Poole in England. Vom 1. April 1974 bis 31. März 2019 war sie der Sitz der Verwaltung des Distrikt Christchurch. Christchurch gehörte traditionell zur Grafschaft Hampshire, seit 1974 jedoch zur zeremoniellen Grafschaft Dorset.

## Geographie

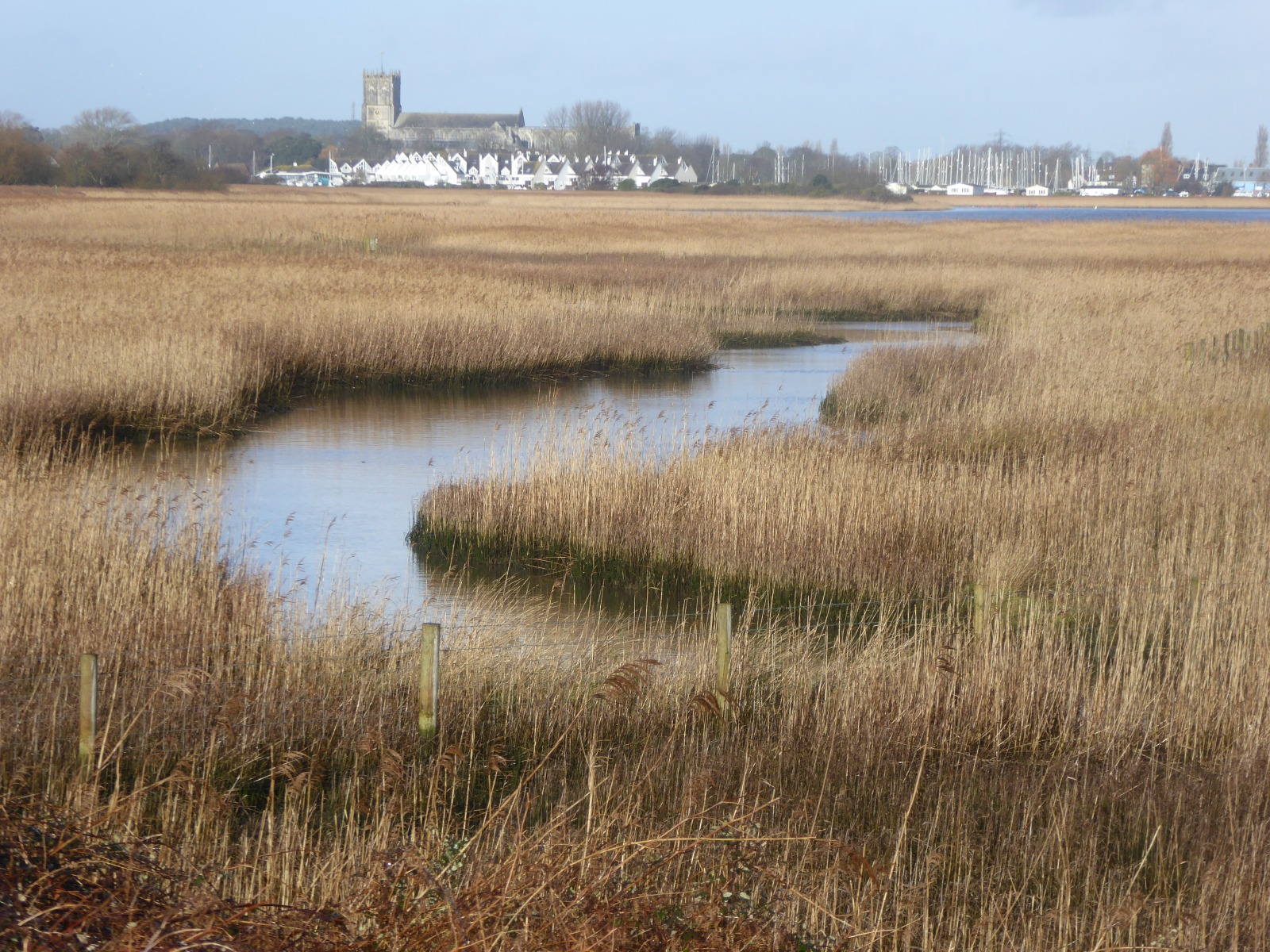
Blick über Christchurch Harbour auf die Stadt

Der historische Kern von Christchurch liegt zwischen dem rechten Ufer des River Avon und dem linken Ufer des River Stour. Beide vereinigen sich unmittelbar südlich zu einem gemeinsamen, von Salzwiesen gesäumten Ästuar, dem Christchurch Harbour, der wenige Kilometer südöstlich in die zum Ärmelkanal zählende Christchurch Bay mündet. Die Landschaft beiderseits der Flussauen ist Teil der Dorset Heaths, einer Heidelandschaft, die sich aufgrund der stark sandhaltigen Böden nur wenig für eine landwirtschaftliche Nutzung eignet. Christchurch bildete aufgrund seiner Lage und der naturräumlichen Voraussetzungen eine abseits der Verkehrsströme gelegene Siedlungsinsel in einer ansonsten nur spärlich besiedelten Gegend. Erst ab dem 19. Jahrhundert wurden Stadt und küstennahes Umland zu einem bedeutenden Altersruhesitz und Fremdenverkehrsort. Bedingt durch die Entstehung des westlich gelegenen Bournemouth als Seebad und dessen Entwicklung zur Großstadt liegt Christchurch heute am östlichen Rand einer rund 400.000 Einwohner umfassenden Konurbation, die sich nach Westen über Bournemouth hinaus bis nach Poole erstreckt.
Angrenzend liegen, beginnend im Westen und dann im Uhrzeigersinn, das Stadtgebiet von Bournemouth, das unmittelbar westlich des Stour beginnt, sowie die Gemeinden Hurn, Sopley, Burton and Winkton und Highcliffe and Walkford.

## Geschichte

### Frühgeschichte
Der leicht erhöht über dem Mündungsbereich der beiden Flüsse liegende Kiesrücken lud bereits in prähistorischer Zeit Menschen zum dauerhaften Verweilen ein. Bei archäologischen Ausgrabungen in den 1970er und 1980er Jahren in Bargate, einer im Mittelalter angelegten Vorstadt unmittelbar nördlich des umwallten Kernbereichs konnten, beginnend mit der späten Jungsteinzeit, insgesamt vier unterschiedliche Besiedlungsperioden nachgewiesen werden. Ein hierbei ebenfalls entdecktes Gräberfeld vom Ende des sechsten oder dem siebten Jahrhundert wurde nachfolgend aufgelassen, der Bereich später landwirtschaftlich genutzt. Zahlreiche Funde von Tonscherben aus der Römerzeit lassen die Existenz eines Gehöftes vermuten, für dessen Lage aber noch kein archäologischer Nachweis erbracht werden konnte.
Auch außerhalb des Innenstadtbereiches sind prä- und frühhistorische Aktivitäten nachweisbar. Auf dem an der nördlichen Stadtgrenze gelegenen St Catherine’s Hill finden sich unter anderem die Überreste von acht Hügelgräbern und einem römischen Militärlager. Am Hengistbury Head, einer Landspitze, die den Christchurch Harbour vom Ärmelkanal abgrenzt, ist menschliche Besiedlung seit 10.000 v. u. Z. nachweisbar. Im Laufe der Bronzezeit entwickelte sich der Standort zu einem bedeutenden Hafen, über den Fernhandel bis nach Italien abgewickelt wurde und der erst mit dem Abzug der Römer um 450 zum Erliegen kam.

### Angelsächsische Zeit
Das heutige Christchurch geht auf eine angelsächsische Siedlung des frühen Mittelalters zurück. Urkundlich erstmals erwähnt wird sie 900 in der Angelsächsischen Chronik als Tweoxneam, in späterer Zeit tauchen die Namen Twyneham und Twinham auf. Die Bezeichnungen beziehen sich auf deren Lage: altenglisch betweoxn (zwischen) and éam (Flüssen). Zum Schutz vor Überfällen der Wikinger erhielt der Ort eine Umwallung und wird daher im Burghal Hidage aufgeführt.
Das Domesday Book, entstanden im späten 11. Jahrhundert, zählte die Siedlung zum Krongut.
Ebenfalls noch in angelsächsischer Zeit entstand ein Kloster. Auftraggeber war möglicherweise Birinus, der hier die Missionierung der noch heidnischen Bewohner fördern wollte.

### Hoch- und Spätmittelalter

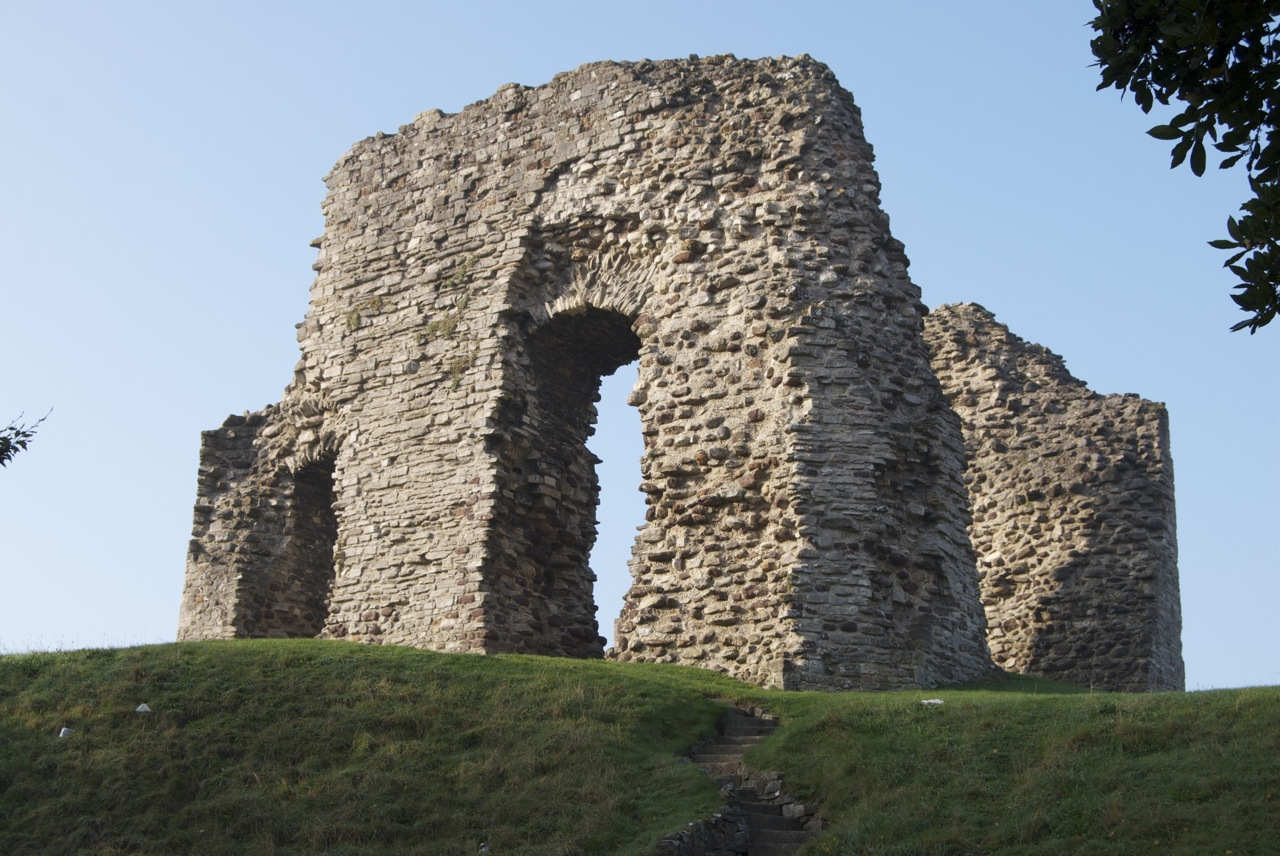
Ruine von Christchurch Castle

Um 1094 begann unter dem, von William Rufus mit der Herrschaft über die Stadt versehenen Ranulf Flambard der Bau eines neuen Klosters, der Christchurch Priory, das aber erst unter seinen Nachfolgern fertiggestellt wurde. In die Klosterkirche wurden dabei Teile des Vorgängerbaus integriert, die übrigen Gebäude wurden abgerissen. Der neue Grundherr, Baldwin de Redvers, übergab um 1150 die Anlage einem Vorgängerorden der Augustiner, der die bestehenden 24 Säkularkanoniker durch Mönche aus den eigenen Reihen ersetzte.
Etwa 1100 entstand nordöstlich der Klosteranlage unter Richard de Redvers mit Christchurch Castle eine Burg in Form einer Motte and Bailey. 1148 wurde sie im Zuge der Anarchie von Walter de Pinkney belagert und eingenommen. Anschließend wurden ihre Befestigungen verstärkt, um 1160 wurde sie um ein am Ufer des Avon gelegenes Gebäude mit einem Rittersaal, das Constable’s House ergänzt, nach 1300 entstand anstelle der Motte ein Keep. Die Burg spielte nur eine unbedeutende Rolle in kriegerischen Auseinandersetzung und diente hauptsächlich als Wohnsitz, nach dem englischen Bürgerkrieg wurde die Anlage infolge eines Beschlusses des englischen Parlaments von 1651 geschleift.

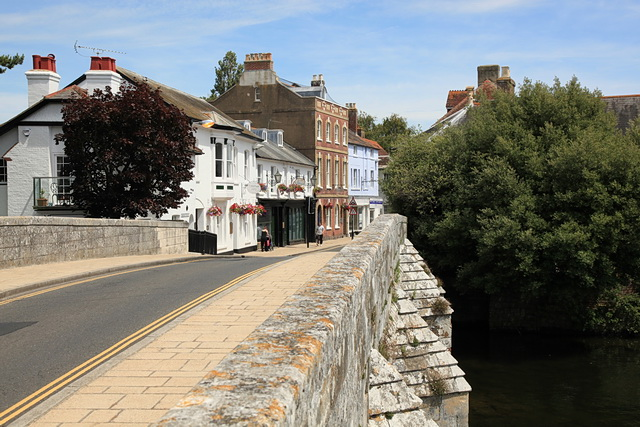
Blick auf die Vorstadt zwischen den Brücken

Beginnend unter Richard de Redvers bekam Christchurch im Laufe des Mittelalters eine Reihe einzelner Privilegien gewährt und entwickelte sich so zu einer Minderstadt. Unter seinem Sohn Baldwin wird erstmals 1150 ein bestehender Wochenmarkt, abgehalten an Montagen. Das zugehörige Marktrecht lag beim Kloster. Im 12. Jahrhundert erfolgte die Genehmigung zur Durchführung eines Jahrmarktes an Trinity Thursday, 1257 eine weitere im Herbst am Festtag von Saint Faith. Zwischen 1306 und 1308 konnte Christchurch einen Abgeordneten ins englische Parlament entsenden. Seit mindestens 1486 hatte Christchurch einen Bürgermeister (Mayor). Die wirtschaftliche Situation von Christchurch galt als schlecht, in zahlreichen Berichten werden die Ärmlichkeit und die geringe Bedeutung des Städtchens wie auch seiner Umgebung, dünn besiedelt und abseits der Hauptverkehrswege, hervorgehoben. Der Hafen der Stadt hatte nur Bedeutung für die lokale Fischerei. Ursächlich dafür war dessen schlechte Erreichbarkeit: Eine Kette von Felsen, sich erstreckend vor der Küste von Hengistbury Head bis zu den Needles der Isle of Wight verhinderte die Zufahrt von Schiffen mit höherem Tiefgang.
Die Stadt wuchs im Mittelalter in zwei Richtungen, erstmals 1278 wurden Ansiedlungen außerhalb des umwallten Bereiches erwähnt. Zum einen war dies vor dem nördlichen Stadttor, dem Bargate, zum anderen östlich auf einer Flussinsel inmitten des Avon. Bezeichnet als between two Bridges war dies zugleich der früheste Nachweis der Existenz von Brücken über den Fluss. Bis zum 14. Jahrhundert entwickelten sich diese zu Vorstädten.

### Frühe Neuzeit

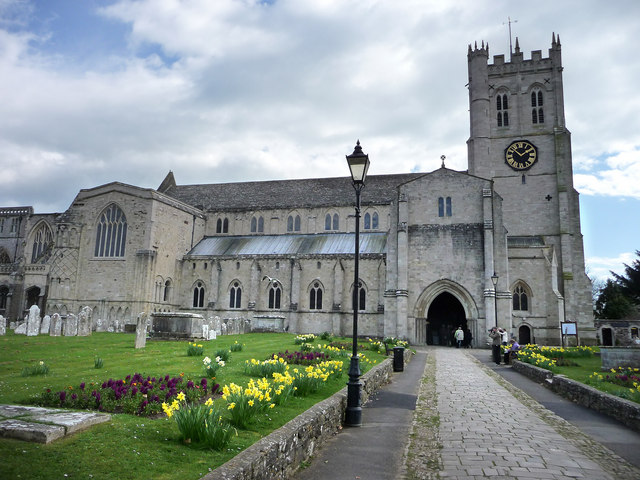
Die Kirche der Christchurch Priory

Mit der Auflösung der Klöster kam auch das von Christchurch 1539 in die Hände der Krone. Sie überließ dessen Kirche der anglikanischen Gemeinde zur Nutzung als Pfarrkirche, was diese auch 2019 noch tut. An der wirtschaftlichen Situation des Städtchens änderte sich wenig, lediglich der Fang von Lachsen und die Produktion von Seidenstrümpfen hatte zeitweise eine gewisse Bedeutung. Zahlreiche Vorstöße zur Gewährung der Stadtrechte scheiterten, eine 1670 eigentlich vorgesehene Erteilung einer entsprechenden Charta wurde kurzfristig wieder zurückgezogen, hierzu sollte es dann erst 1886 kommen. 1571 wurde Christchurch vom Parlament zum Parliamentary Borough aufgestuft, die Stadt konnte ab zwei Abgeordnete ins Unterhaus entsenden; mit Inkrafttreten des Reform Act 1832 war es nur noch einer.
Während des englischen Bürgerkrieges wurde Christchurch 1644 von einer parlamentarischen Armee unter Führung von William Waller eingenommen, musste aber bereits im Januar des darauffolgenden Jahres wieder an royalistische Truppen übergeben werden.
Aufgrund des 1664 verabschiedeten River Avon Navigation Act wurde der Avon bis 1684 mit einer Reihe von Schleusen und Brücken versehen und dadurch bis Salisbury schiffbar gemacht. Ein 1695 gebauter und mit Wellenbrechern versehener Durchstich des Mudeford Sandspit verbesserte die Erreichbarkeit des Hafens vom Meer her. Die Schifffahrt auf dem Fluss wurde 1715 wieder eingestellt. Ein 1771 erfolgter Vorstoß, sie mit Hilfe eines parallel zu bauenden Kanals wieder aufzunehmen, scheiterte daran, dass zwischenzeitlich Salisbury durch einen ebensolchen mit Southampton verbunden worden war. Auch der Durchstich war mittlerweile versandet und nicht mehr nutzbar.

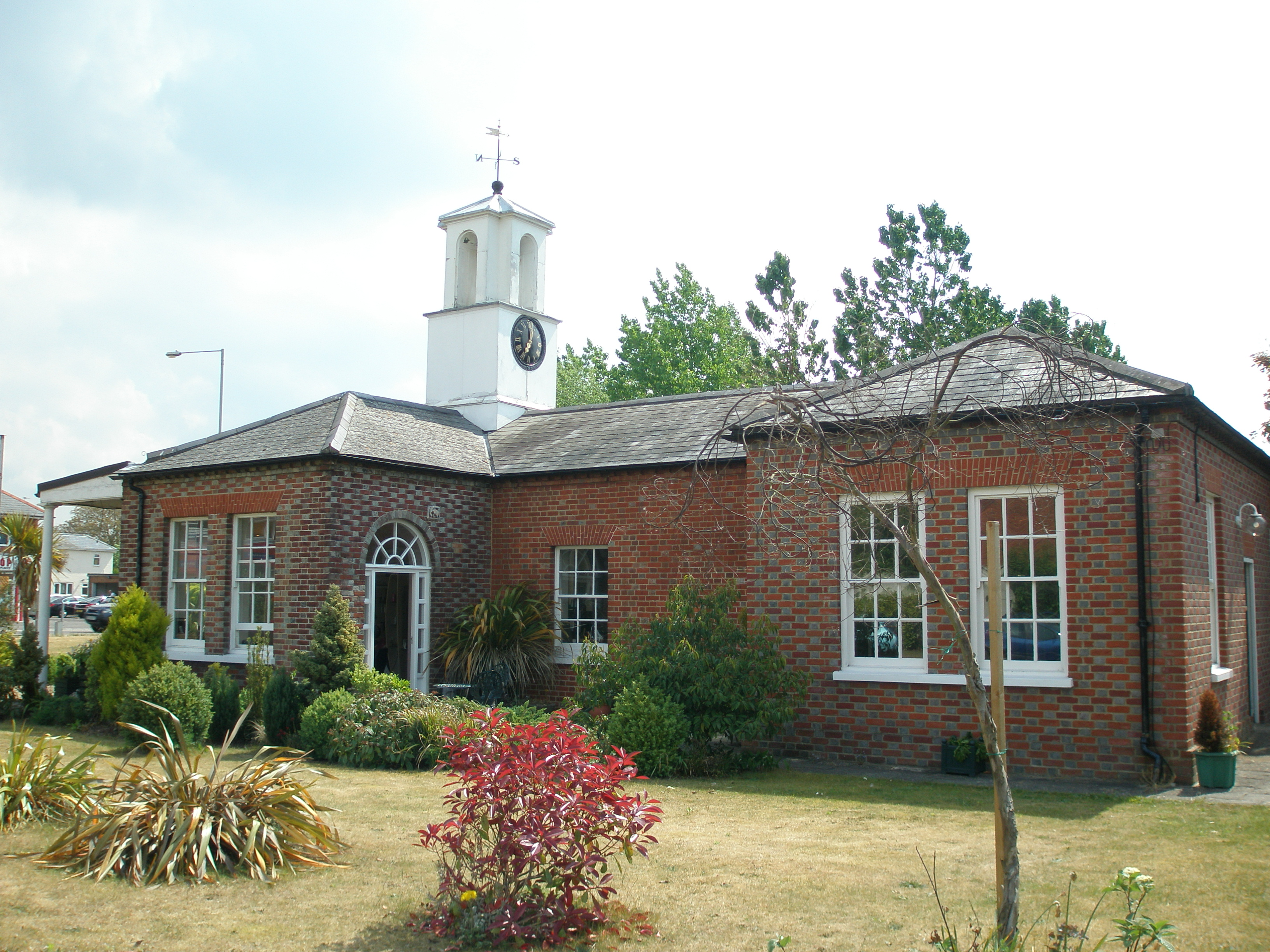
Ehemaliges Wachhaus der Kaserne

Die komplizierten Zugangsverhältnisse vom Meer her begünstigten ab dem 17. Jahrhundert den Schmuggel, in dessen Folge sich ein weiterverarbeitendes Gewerbe etablieren konnte. Zu nennen wären hier insbesondere Schnupftabak- und Bierproduktion in den 1770er Jahren. Legal von Cowes importiertes Getreide wurde in der Stadt gemahlen. Die bei den genannten Aktivitäten erzielten Gewinne wurden in der Stadt investiert, was sich auch in der hohen Zahl an denkmalgeschützten Wohnhäusern aus dieser Zeit in Mudeford, Purewell und der Bridge Street zeigt. 1803 bestand, neben dem Hafen von Christchurch noch ein weiterer in Mudeford. Zu Anfang des 19. Jahrhunderts war der Schmuggel unter Kontrolle gebracht, wozu auch die Besatzungen der Ende des 18. Jahrhunderts eingerichteten Kaserne beitrugen. Die genannte wirtschaftliche Entwicklung blieb nicht dauerhaft, eine staatliche Kommission berichtete 1832, dass es weder nennenswertes Gewerbe noch Handel gebe und die Stadt auch keine industriellen Aktivitäten zeige.
Ebenfalls in die 1770er Jahre fällt die Errichtung eines Herrenhauses im östlich angrenzenden Highcliffe. Dessen Nachfolgebau aus den 1830er Jahren, Highcliffe Castle, gilt als das bedeutendste erhaltene Bauwerk der von Picturesque und Romantik beeinflussten Neugotik in der ersten Hälfte des 19. Jahrhunderts in Großbritannien.
Die Stadt selbst entwickelte sich in östlicher Richtung entlang der dorthin führenden Straße und erreichte nacheinander die Ortschaften Purewell, Stanpit und schließlich Mudeford.

### Ab der Mitte des 19. Jahrhunderts

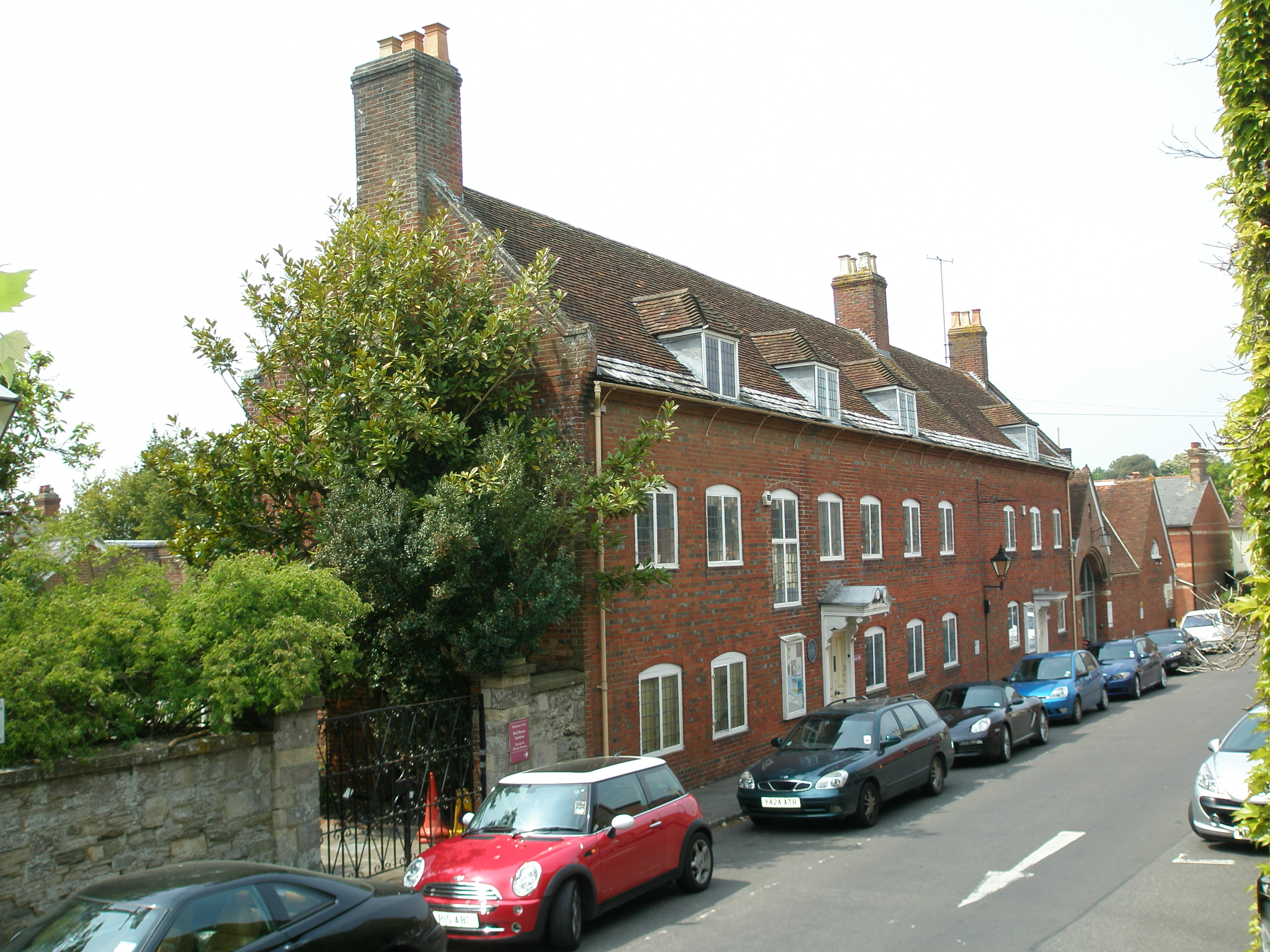
Das Red House, Heimatmuseum der Stadt

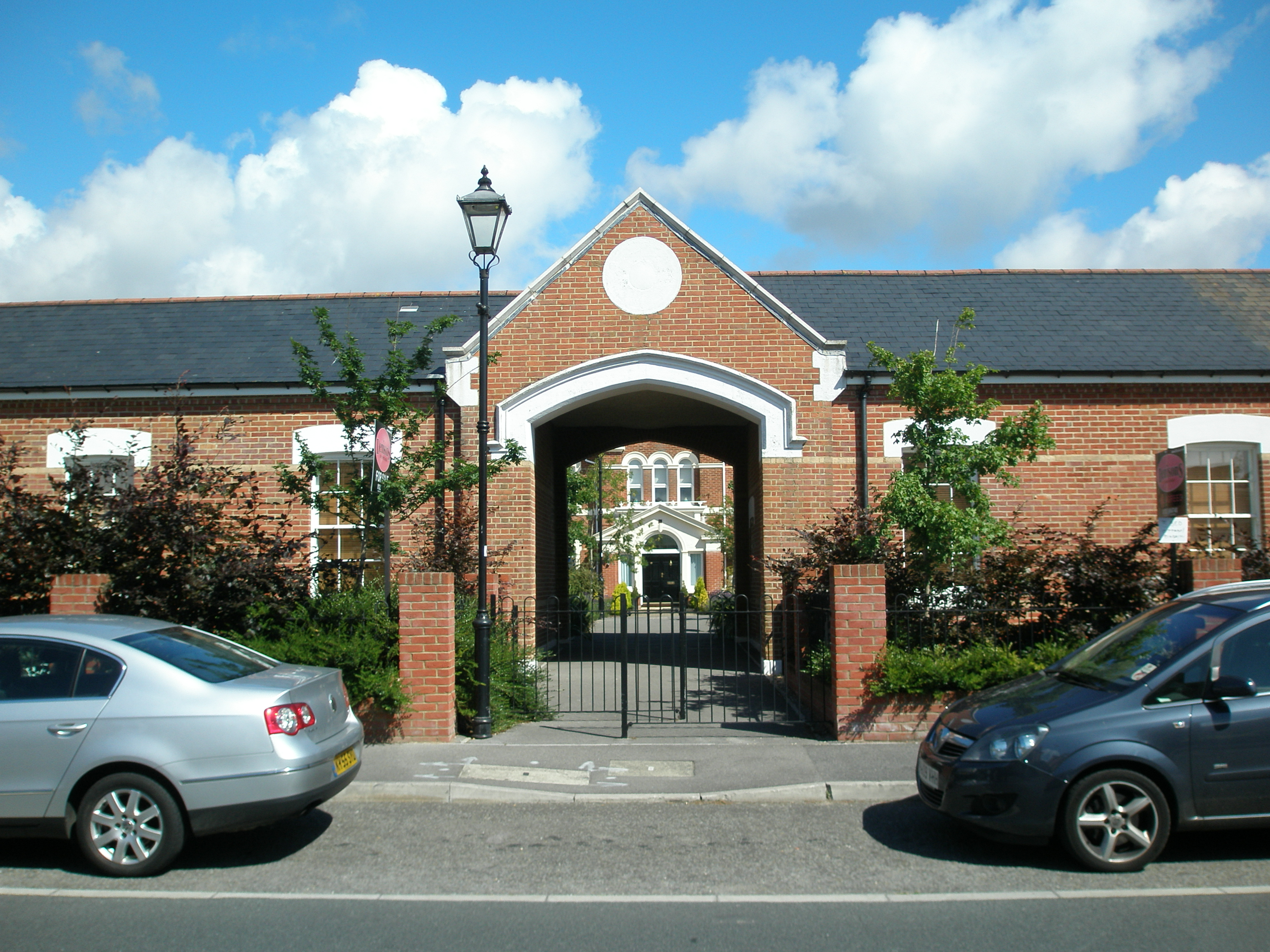
Eingangsgebäude von 1881

Gemäß den Vorgaben des Armengesetzes entstand 1835 eine Poor Law Union, die neben Christchurch auch für benachbarte Gemeinden zuständig wurde. Sie übernahm das seit 1764 bestehende städtische Arbeitshaus und führte es fort. Nachdem dieses seit Ende der 1860er Jahre zunehmend Platzprobleme bekommen hatte, wurde im Norden von Christchurch 1881 ein Neubaukomplex fertiggestellt. Mit Ausnahme des 1913 hinzugefügten Sanitätsgebäudes, das später Teil des dort errichteten Krankenhauses wurden, ist die Anlage nach 1930 in den sozialen Wohnungsbau überführt worden. Der Komplex wurde später abgerissen und stattdessen ein Neubaugebiet ausgewiesen, lediglich das Eingangsgebäude mit einem markanten Torbogen blieb erhalten. Eine im Nordosten des Arbeitshauses 1869 fertiggestellte und 1926 erweiterte Anlage für Kinder aus ärmlichen Verhältnissen, bestehend aus sechs Wohngebäuden, einer Schule und einem Verwaltungsgebäude, wurde in den 1960er Jahren abgerissen. Das ursprüngliche Arbeitshaus von 1764, später in Red House umbenannt, beherbergt heute das Heimatmuseum der Stadt.
Eine aus kleinen Anfängen des 18. Jahrhunderts hervorgegangene feinmechanische Industrie führte ab 1845 zur Gründung mehrerer Fabriken in Bargate. Hier wurden Uhren und Teile dafür, insbesondere Ketten für Schnecken, produziert. In diesem Bereich galt Christchurch bald als führend in England. Die Herstellung fand nicht nur in den Manufakturen selbst, sondern auch in Heimarbeit und in den Arbeitshäusern statt. Nachdem neue Technologien den Bedarf an solchen Ketten reduziert hatten, wurde die Produktion in Christchurch zum Ende des 19. Jahrhunderts eingestellt.
Durch die Ringwood, Christchurch and Bournemouth Railway erhielt Christchurch 1862 aus Richtung Southampton Anschluss an das Eisenbahnnetz. In der Folge entstand die erste geplante Vorstadt von Christchurch. Nachdem der Parlamentsabgeordnete George Rose als einer der Ersten um 1785 die Vorzüge der Küste entdeckt und Sandhill House in Mudeford als Sommerfrische erbaut hatte, sollte Christchurch mit Entstehen der Bahnverbindung einen deutlichen Aufschwung als Urlaubsort nehmen. Ab 1878 kam es dann zu einer deutlichen Bevölkerungszunahme, verbunden mit einer merklichen Ausweitung der Siedlungsfläche der Stadt.
Während des Ersten Weltkriegs war Christchurch Lazarettstadt, zugleich wurde der St Catherine’s Hill militärisches Übungsgelände. In der Zwischenkriegszeit entstanden rund um einen 1926 eingeweihten Flugplatz die Grundlagen einer bis heute existieren Luftfahrtindustrie. 1940 nahm dort Airspeed die Produktion auf und stellte Oxfords, Mosquitos und Horsa-Lastenseglern her.
Im Zuge des Zweiten Weltkrieges wurden rund um Christchurch mehrere Militärflugplätze errichtet. Neben den auch in anderen Küstenbereichen installierten Verteidigungsanlagen wie Panzersperren und Bunkern, den Pillboxes, entstanden entlang der Eisenbahnstrecke auch welche, die die Stadt auf der küstenabgewandten Seite sichern sollten. Christchurch sollte so, im Falle einer erfolgreichen Invasion, als Zentrum des Widerstandes dienen. Zahlreiche dieser Bauten sind heute noch vorhanden und stehen unter Denkmalschutz.

### Jüngste Zeit

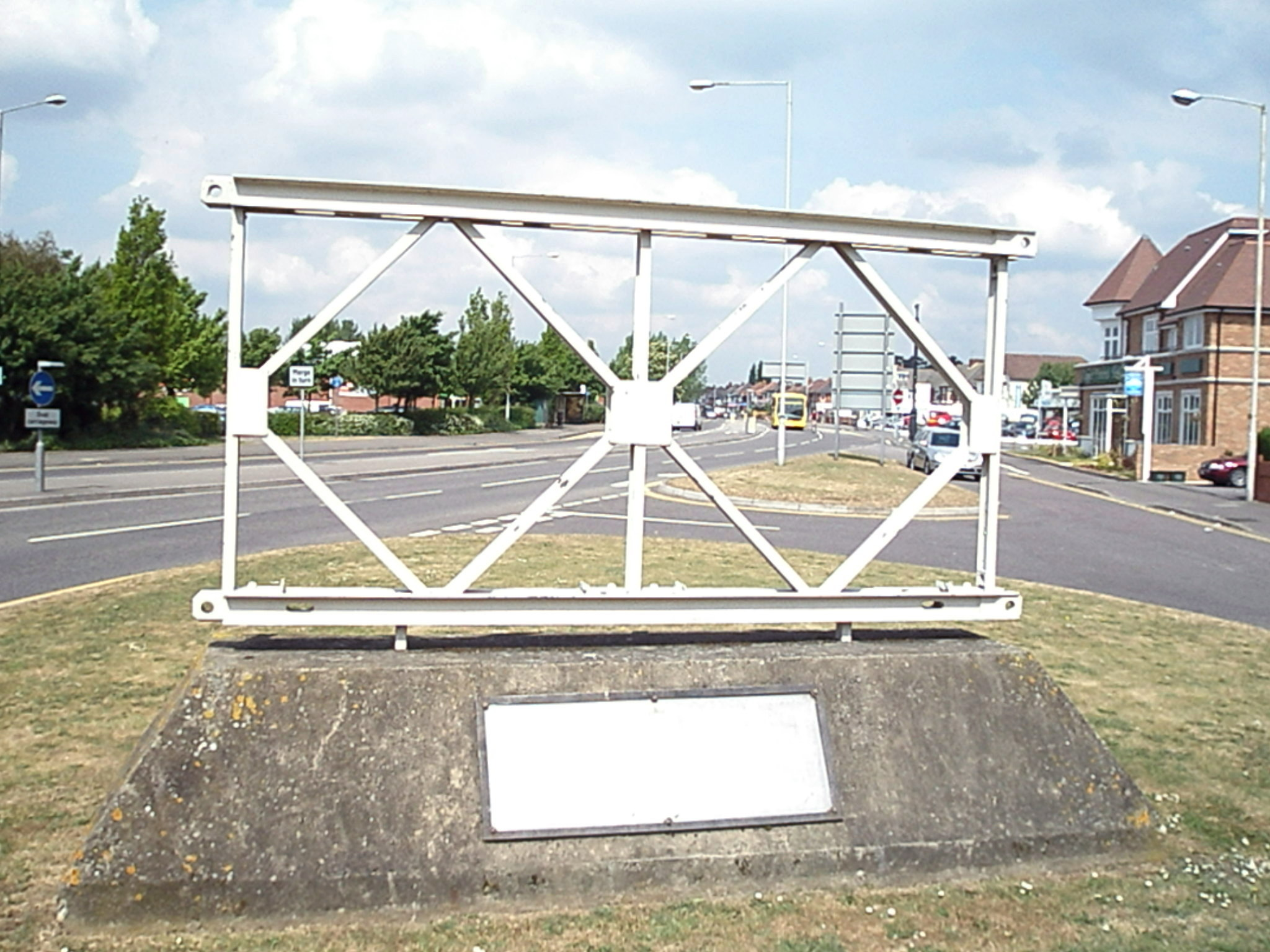
Einzelteil einer Bailey-Brücke vor dem ehemaligen Kasernengelände

Nach dem Zweiten Weltkrieg wurde Airspeed von De Havilland übernommen, die die Herstellung von Flugzeugen bis 1962 fortführten. Christchurch ist heute unter anderem Standort von BAE Systems sowie von Beagle, eines Komponentenherstellers für See- und Raumfahrt sowie für Militärgüter. Das dem Ministry of Supply unterstellte Signals Research and Development Establishment (SRDE) zog 1941/42 zunächst nach Horsham und 1943 nach Christchurch um und betrieb ab 1948 Forschung zur Weiterentwicklung von militärischer Kommunikationstechnologie. Nach dem Zusammenschluss mit dem Royal Radar Establishment wurde die Einrichtung 1980 an deren Standort in Malvern verlegt. Die Kaserne wurde Heimat des Military Engineering Experimental Establishment, das hier unter anderem die als Bailey-Brücken bekanntgewordenen, aus genormten Einzelteilen zusammengesetzten Behelfsbrücken weiterentwickelte. Der Standort wurde in den 1970er Jahren aufgegeben und später großenteils abgerissen. Heute befinden sich hier ein Wohngebiet sowie ein Gewerbepark mit einem Einkaufszentrum.
Die Entwicklung Christchurchs als Ferienort fand seine Fortsetzung mit der Ausweisung der ersten Resorts und Campingplätze in den 1960er Jahren. Auch als Altersruhesitz ist Christchurch weiterhin beliebt, was dazu führt, dass die Stadt zu denjenigen Großbritanniens mit dem höchsten Altersdurchschnitt zählt. Die periphere Lage der historischen Altstadt innerhalb der Gemarkung begünstigte die Stadtentwicklung der Neuzeit in den nördlich und östlich angrenzenden Bereichen. Dies wie auch die bereits 1958 fertiggestellte errichtete Umfahrungsstraße trugen dazu bei, dass sich die Altstadt noch in einem weitgehend unveränderten Zustand präsentiert und zahlreiche denkmalgeschützte Gebäude aufweisen kann.

## Politik und Verwaltung
Im System der traditionellen Grafschaften Englands zählte die Gemeinde (damals noch im Sinne einer mit staatlichen Aufgaben betrauten Kirchengemeinde) im 19. Jahrhundert innerhalb Hampshires zur Christchurch Hundred. Ihr Gebiet umfasste knapp 100 Quadratkilometer und erstreckte sich entlang der Meeresküste über eine Länge von knapp 13 Kilometern von kurz vor New Milton im Osten bis zur Mündung des Bourne im Westen. 1886 wurde der Kernbereich von Christchurch zu einem Municipal Borough (MB) aufgestuft. Hieraus entstand die Situation, dass die Gemeinde nun in einen städtischen und einen nichtstädtischen Bereich aufgeteilt war. Ähnliche Verhältnisse herrschten ganz im Westen, wo Bournemouth seit 1890 ebenfalls den Status eines MB erhalten hatte, ohne dass es eine eigene Gemeinde gegeben hätte, und der nun teilweise zu Christchurch und teilweise zu Holdenhurst gehörte. Mit Inkrafttreten des Local Government Act 1894 Anfang 1895 wurde dies beseitigt: beide traten ihre Anteile an die neugegründete Gemeinde Bournemouth ab, Christchurch außerdem weitere Gebiete an Holdenhurst. Der Rest wurde auf die neu entstandenen Parishes Christchurch East und Hurn sowie den Urban District Pokesdown aufgeteilt, die genannten drei Gemeinden sowie das weiter nördlich gelegene Sopley zu einem Rural District zusammengefasst, der ebenfalls den Namen Christchurch trug.
Der Municipal Borough fusionierte am 1. April 1974, mit einem Teil des Rural District Ringwood and Fordingbridge zum Distrikt Christchurch. Christchurch wurde zwar dessen Verwaltungssitz, verlor aber zugleich seine kommunale Eigenständigkeit. Stattdessen wurde es zur unparished Area, was bedeutet, dass es hier keinen Gemeinderat (Parish Council) gab, die den Parishes zugewiesenen Aufgaben wurden von der Distriktverwaltung wahrgenommen. Am 1. April 2019 ging der Distrikt in der neugebildeten Unitary Authority Bournemouth, Christchurch and Poole auf. Zur Bewahrung der mit dem historischen Stadtrecht verbundenen Traditionen wie der Wahl eines Bürgermeisters als Repräsentant der Stadt, aber auch zur Stärkung der Verbundenheit der Bewohner mit ihrer Stadt empfahl eine damit beauftragte Kommission nach Befragung der Bevölkerung die Aufteilung der unparished Area in zwei eigenständige Gemeinden, neben Christchurch noch Highcliffe and Walkford, und außerdem die Abtretung des Endes der Mudeford Spit, der namensgebenden Ortschaft auf der anderen Seite der Zufahrt des Christchurch Harbour gegenüberliegend, an Bournemouth. Die Idee einer dritten Gemeinde, Mudeford und Stanpit umfassend, fand keine ausreichende Zustimmung der Bevölkerung, das Gebiet verblieb bei Christchurch.
Die Vorschläge wurden zeitgleich mit der Auflösung des Distrikts umgesetzt, Christchurch bildet seither wieder eine eigenständige Gemeinde, die den Titel einer Town trägt. Bei den Kommunalwahlen am 2. Mai 2019 wurde der 19-köpfige Stadtrat erstmals gewählt.
Abgeordneter für den Wahlkreis Christchurch für das britische Unterhaus ist seit 1997 der Konservative Christopher Chope.

### Städtepartnerschaften
Es bestehen Städtepartnerschaften mit
- Aalen, Baden-Württemberg, Deutschland
- Christchurch, Neuseeland
- Saint-Lô, Normandie, Frankreich
- Tatabánya, Ungarn

## Transport und Verkehr

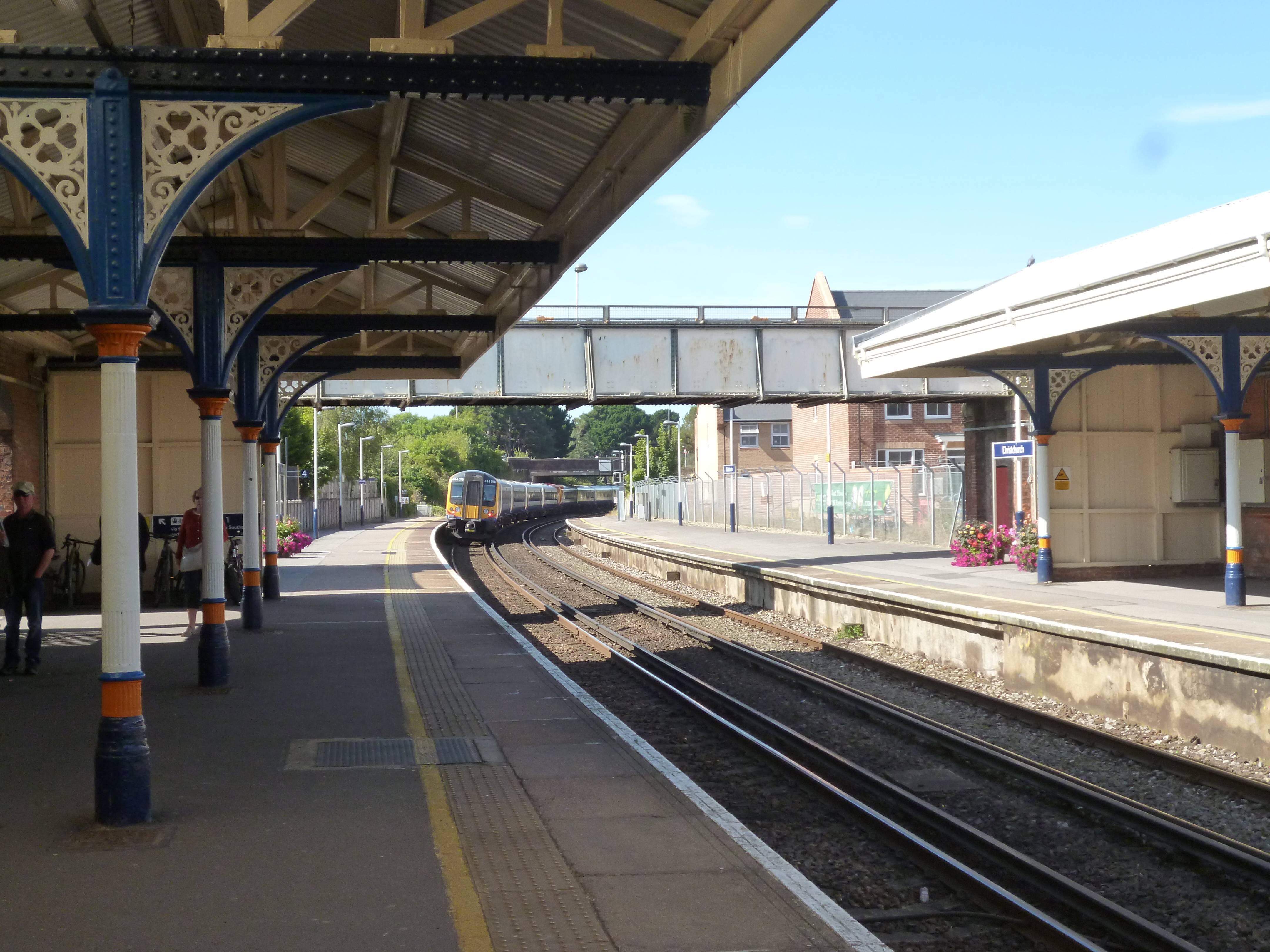
Bahnhof Christchurch (2013)

Von West nach Ost durch Christchurch verläuft die von Honiton nach Southampton führende A35. Sie querte bis zur Eröffnung einer weiter nördlich liegenden Umfahrungsstraße 1958 die Altstadt. Am östlichen Stadtrand zweigt von ihr die A337 ab. Diese führt zunächst entlang der Küste und dann über Lymington nach Cadnam. Den Anschluss an das Autobahnnetz bietet in Holdenhurst die vierspurig nach Norden führende A338, sie stößt bei St Ives auf die A31, die die westliche Verlängerung der M27 darstellt.
Christchurch besitzt einen Bahnhof an der von der Hauptstadt London über Southampton und Bournemouth nach Weymouth führenden South Western Main Line. Eine nach Norden abzweigende Strecke in Richtung Ringwood wurde 1935 für den Personenverkehr stillgelegt.

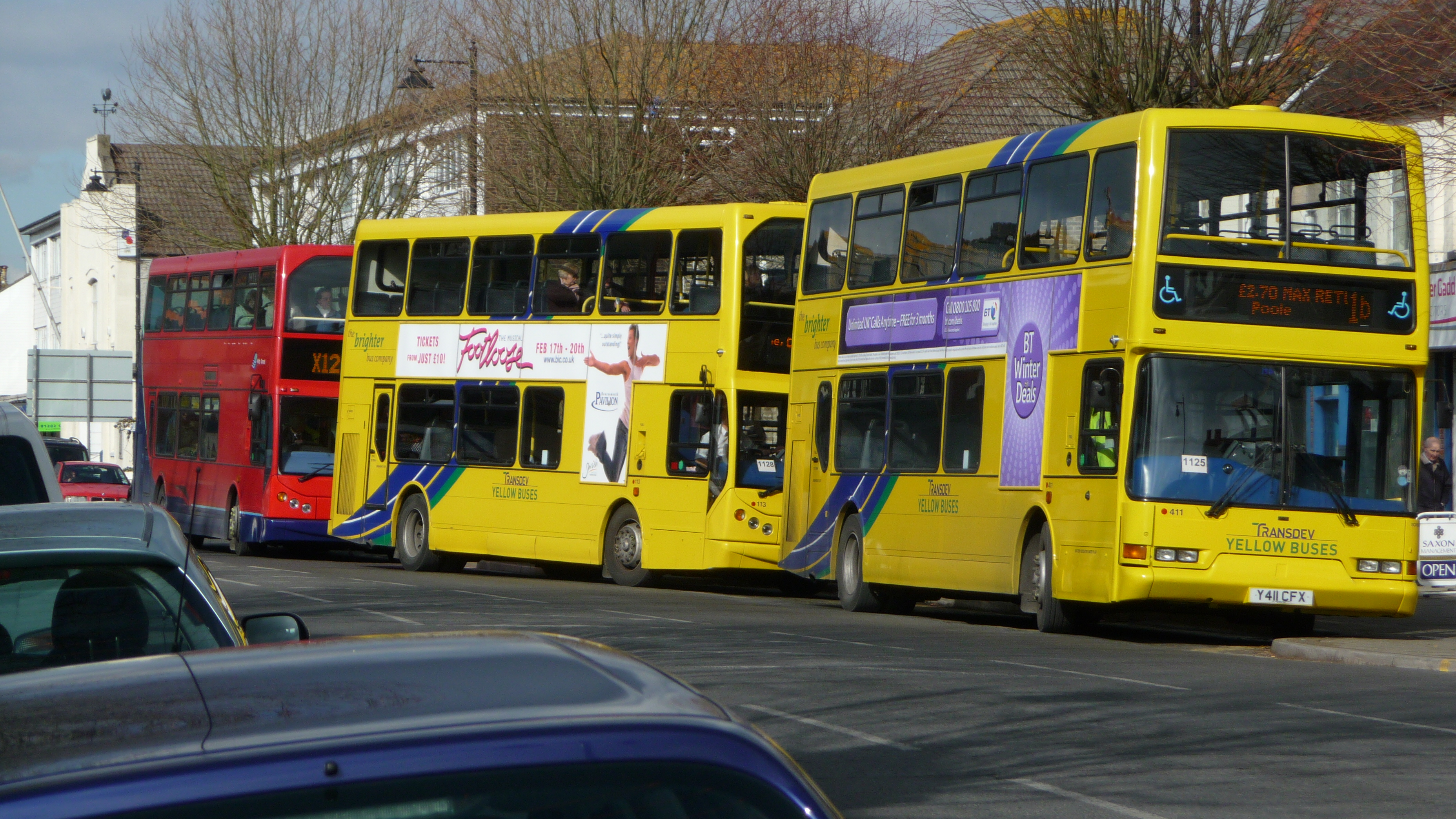
Zwei gelbe vor einem roten: Busse an der Haltestelle Bargate

1905 wurde Christchurch an das städtische Straßenbahnnetz von Bournemouth angeschlossen. Nach Einstellung des Betriebs 1936 verkehrten bis 1969 Oberleitungsbusse, aus dieser Zeit ist noch eine Drehscheibe vorhanden. Die Hauptlast des öffentlichen Nahverkehrs tragen heute zwei Omnibusunternehmen: Die Transdev-Tochter Yellow Buses, Nachfolgerin der städtischen Verkehrsbetriebe von Bournemouth mit ihren gelben sowie die zu Go-Ahead zählende Wilts & Dorset und unter dem Markennamen morebus mit ihren roten Fahrzeugen. Hinzu kommt mit Southbourne Buses ein lokaler Unternehmer, der Linienverkehr zu den Stadtteilen Burton und Somerford anbietet.
Um 1926 wurde mit dem Christchurch Airfield ein im Südosten zwischen den Stadtteilen gelegener Flugplatz eröffnet und in der Folge auch ein Linienbetrieb aufgenommen. Im Laufe des Zweiten Weltkrieges entstand dort ein Militärflughafen. Nach Kriegsende wurden noch Privat- und Firmenflüge durchgeführt, in den 1960er Jahren wurde die Anlage geschlossen. Nächstgelegener Flugplatz ist heute der Bournemouth Airport, wenige Kilometer nordwestlich in Hurn.

## Töchter und Söhne der Stadt
- Gilbert de Clare, 6. Earl of Hertford (1243–1295), englischer Peer
- Simon Crosse (1930–2021), Ruderer
- Darryl Hunt (1950–2022), Musiker
- Peter Allam (* 1959), Regattasegler
- Shaun Wallace (* 1961), Radrennfahrer